# Tanba, Guangdong
Tanba (kinesiska: 覃巴) är en köping i sydöstra Kina. Den ligger i Wuchuan i staden Zhanjiang i provinsen Guangdong, omkring 310 kilometer sydväst om provinshuvudstaden Guangzhou. Antalet invånare är 65 414. Befolkningen består av 32 009 kvinnor och 33 405 män. Barn under 15 år utgör 25,0 %, vuxna 15-64 år 65 %, och äldre över 65 år 8,0 %.